# Vitamina B6
Vitamina B6 é o grupo de compostos quimicamente semelhantes que podem ser interconvertidos em sistemas biológicos. A vitamina B6 é parte do grupo da vitamina B de nutrientes essenciais. Sua forma ativa, piridoxal-5-fosfato, serve como uma coenzima em aproximadamente 100 reações enzimáticas em aminoácidos, glicose, e metabolismo de lipídios.

## Formas
A piridoxamina é convertida em piridoxamina-5’-fosfato pela cinase piridoxal e depois é convertida em piridoxal-5’-fosfato pela transaminase piridoxamina-fosfato ou pela oxidase piridoxina-5’-fosfato que também catalisa a conversão de piridoxina-5’-fosfato em piridoxal-5’-fosfato. A oxidase piridoxina-5’-fosfato é dependente do mononucleótido de flavina como um cofator produzido a partir de riboflavina (vitamina b2).
- Piridoxina, a forma mais utilizada em suplementos de vitamina B6
- Piridoxina-5’-fosfato
- Piridoxal
- Piridoxal-5’-fosfato, a forma metabolicamente ativa
- Piridoxamina
- Piridoxamina-5’-fosfato
- Ácido 4-piridoxico
- Piritinol

Todas as formas, com a exceção do ácido piridoxico e do piritinol, podem ser interconvertidos. Piritinol é um derivado semi-sintético da piridoxina, onde duas metades de piridoxina são ligadas por uma ponte de dissulfeto.

## Funções
O Piridoxal-5’-fosfato, a forma metabolicamente ativa da vitamina B6, é envolvido em muitos aspectos do metabolismo de macronutrientes, síntese de neurotransmissores, síntese de histamina, síntese e função de hemoglobina e expressão genética. O Piridoxal-5’-fosfato geralmente serve como uma coenzima (cofator) para muitas reações incluindo descarboxilação, transaminação, racemização, eliminação, substituição e interconversão do grupo beta.

### Metabolismo de aminoácidos
1. O piridoxal-5’-fosfato é um cofator na biosíntese de cinco neurotransmissores importantes: serotonina, dopamina, epinefrina, norepinefrina e ácido gama-aminobutírico (GABA). O piridoxal-5’-fosfato também é envolvido na síntese de histamina.
2. Transaminases quebram aminoácidos com o piridoxal-5’-fosfato como um cofator. A atividade adequada dessas enzimas é crucial para o processo de mover grupos amino de um aminoácido para outro.
3. A serina racemasa que sintetiza o neuromodulador D-serina a partir de seu enantiômero é uma enzima dependente do piridoxal-5’-fosfato.
4. O piridoxal-5’-fosfato é uma coenzima necessária para a função adequada das enzimas cistationina sintase e cistationase. Essas enzimas catalisam reações no catabolismo de metionina. Parte desse caminho (a reação catalisada pela cistationase) também produz cisteína.
5. A selenometionina é a forma dietética primária de selênio. O piridoxal-5’-fosfato é necessário como um cofator para as enzimas que permitem que o selênio seja usado a partir da forma dietética. O piridoxal-5’-fosfato também serve como cofator para liberar selênio da selenohomocisteína para produzir seleneto de hidrogênio, que pode então ser usado para incorporar selênio em selenoproteínas.
6. O piridoxal-5’-fosfato é requerido para a conversão de triptofano em niacina, assim baixa vitamina B6 prejudica essa conversão.[6][7]

### Metabolismo de glicose
O piridoxal-5’-fosfato é uma coenzima essencial da glicogênio fosforilase, a enzima necessária para a glicogenólise acontecer. Piridoxal-5’-fosfato pode catalisar reações de transaminação que são essenciais para fornecer aminoácidos como um substrato para a gliconeogênese.

### Metabolismo de lipídios
O piridoxal-5’-fosfato é um componente essencial de enzimas que facilitam a biossíntese de esfingolipídios. Em particular, a síntese de ceramida requer piridoxal-5’-fosfato. Nessa reação, a serina é descarboxilada e combinada com palmitoyl-CoA para formar esfinganina, que é combinada com um Acil-CoA gorduroso para formar dihidroceramida. A dihidroceramida continua sendo dessaturada para formar ceramida. Além disso, a quebra de esfingolipídios também depende da vitamina B6 porque a esfingosina-1-fosfato liase, enzima responsável por quebrar esfingosina-1-fosfato, também é dependente de piridoxal-5’-fosfato.

### Síntese e função de hemoglobina
O piridoxal-5’-fosfato ajuda na síntese de hemoglobina, servindo como uma coenzima para a enzima ácido aminolevulínico sintetase. Ele também se liga a dois sítios na hemoglobina para aumentar a aderência da hemoglobina ao oxigênio.

### Expressão gênica
O piridoxal-5’-fosfato tem sido relacionado com o aumento  ou a diminuição da expressão de certos genes. Níveis intracelulares aumentados da vitamina levam à diminuição da transcrição de glicocorticóides. Deficiência de vitamina B também leva ao aumento da expressão gênica do mRNA de albumina. O piridoxal-5’-fosfato também influencia na expressão de glicoproteína IIb, através da interação com vários fatores de transcrição. O resultado é a inibição de agregação de plaquetas.

## Nutrição